# Álvaro Galmés de Fuentes
Álvaro Galmés de Fuentes (Madrid, 11 de noviembre de 1924 - 5 de febrero de 2003) fue un filólogo, dialectólogo y arabista español.

## Biografía
Sobrino nieto de Ramón Menéndez Pidal, también fue su alumno. Licenciado en Filología Románica en la Universidad de Madrid en 1947, alcanzó el grado de doctor con premio extraordinario en 1954 y completó su formación humanista en la Universidad de Zúrich entre los años 1949 y 1951.
Fue catedrático de Filología Románica de las Universidades de La Laguna, Oviedo y Complutense de Madrid, decano de la Facultad de Filología de la Universidad de Oviedo, profesor visitante de las Universidades de Múnich, Wisconsin y Princeton.
Dirigió la Colección de literatura española aljamiado-morisca. Académico de número de la Real Academia de la Historia; Académico de honor de la Academia de la Lengua Asturiana; Vocal del Comité Internacional de Estudios Moriscos; Presidente de la Asociación Nacional de Filólogos Romanistas Españoles; Patrono de la Fundación Menéndez Pidal; miembro del Colegio Libre de Eméritos.
Fue galardonado con el Premio Nacional de Investigación Ramón Menéndez Pidal en 2002, según el jurado, por ser continuador "de la mejor tradición de la Filología Hispánica y sus aportaciones renovadoras desde las perspectivas románicas y semíticas".
Se lo consideró una de las máximas autoridades españolas y mundiales en filología románica y arábiga.

## Homenajes
La Universidad de Oviedo dedicó una sala de la Biblioteca de Humanidades al profesor Galmés de Fuentes.

## Obras
- Influencias sintácticas y estilísticas del árabe en la prosa medieval castellana (1955, 1996)
- Las sibilantes en la Romania (1962)
- Épica árabe y épica castellana (1978)
- El libro de las batallas, narraciones caballerescas aljamiado-moriscas (1975)
- Historia de los amores de París y Viena (1970)
- Dialectología mozárabe (1983)
- Los moriscos (desde su misma orilla) (1993)
- Las jarchas mozárabes. Forma y significado (1994)
- El amor cortés en la lírica árabe y en la lírica provenzal (1996)